# Conirostrum tamarugensis
A Conirostrum tamarugensis a madarak osztályának verébalakúak (Passeriformes) rendjébe és a tangarafélék (Thraupidae) családjába tartozó faj.

## Rendszerezése
A fajt Alfredo William Johnson és William R. Millie írták le 1972-ben.

## Előfordulása
Dél-Amerika nyugati részén, Chile és Peru területén honos. Természetes élőhelyei a szubtrópusi és trópusi hegyi esőerdők és magaslati cserjések, valamint ültetvények. Vonuló faj.

## Természetvédelmi helyzete
Az elterjedési területe nem nagy, egyedszáma viszont növekszik. A Természetvédelmi Világszövetség Vörös listáján nem fenyegetett fajként szerepel.